# زازی
ایزابل دو تروشیس دو وارن(به فرانسوی: Isabelle Marie Anne de Truchis de Varennes) (زاده ۱۸ آوریل ۱۹۶۴)، که بیشتر با نام هنری خود زازی شناخته می‌شود، خواننده، ترانه‌سرا و مدل سابق فرانسوی است. از بزرگ‌ترین آثار او می‌توان به «Je suis un homme»، «À ma place» و «speed» اشاره کرد. او در تولید تمام آلبوم‌هایش مشارکت دارد و به خاطر استفاده‌های شیطنت آمیز از آواهای زبانی شهرت دارد.

## زندگی‌نامه

### اوایل زندگی
ایزابل دو تروشیس دو وارن در بولون- بیلانکورت فرانسه به دنیا آمد. او به خاطر شخصیت رمان «زازی در مترو» از رمون کنو، «زازی» لقب گرفت. مادرش معلم موسیقی و پدرش معمار بود. در خانه، آنها به ژرژ براسنس، ژاک برل و باربارا و همچنین موسیقی کلاسیک گوش می‌دادند. زازی با الهام از این موسیقی، از ده سالگی شروع به یادگیری نواختن ویولن کرد و بعداً نواختن پیانو و گیتار را به فراگرفت. پس از دبیرستان، زازی شروع به تحصیل کرد تا روان‌درمانگر شود. با این حال، زیبایی کلاسیک و قد تقریباً شش فوتی او توجه عوامل مدلینگ را به خود جلب کرد و او تحصیلات خود را رها کرد تا یک مدل مد شود.

### ۱۹۹۲: حملات اولیه به موسیقی و Je, Tu, Ils
زازی در سال ۱۹۹۰ فعالیت موسیقی خود را آغاز کرد. او در سال ۱۹۹۱ با فونوگرام قراردادی امضا کرد. در سال ۱۹۹۲، اولین آلبوم خود را که در استودیوهای پیتر گابریل ضبط شد ، Je, tu, ils منتشر کرد. او برای اولین بار با پاسکال اوبیسپو در آهنگ "Un, deux, trois, soleil" همکاری کرد.. زازی تقریباً تمام آهنگ‌های آلبوم را نوشت و در آهنگسازی شرکت کرد. این آلبوم موفقیت جزئی داشت و تک آهنگ "Sucré salé" در رتبه ۴۶ در ۵۰ آهنگ برتر (چارت تک آهنگ‌های SNEP فرانسه) قرار گرفت. سال بعد، زازی جایزه «بهترین هنرمند نوظهور پاپ زن سال» (révélation variétés féminine de l'année) را از ویکتوار د لا موزیک دریافت کرد. دو تک آهنگ دیگر از آلبوم‌ها بسیار کمتر موفق بودند. اما جایگاه او در این حرفه تثبیت شد.
زازی توانست با آمیختن شوخ‌طبعی، همخوانی، هم آوایی و حرف دوپهلو در ترانه‌هایش، خود را متمایز سازد.

### از سال ۱۹۹۵: موفقیت
در سال ۱۹۹۵، او دومین آلبوم خود را به نام Zen منتشر کرد که توسط وینسنت-ماری بوووت (Vincent-Marie Bouvot) نوشته شده بود. تک آهنگ"Un point c'est toi" از همان آلبوم به دلیل محتوای جنجالی آن در برنامه تلویزیونی MuchMusic کانادا Too Much 4 Much مورد بحث قرار گرفت. در نهایت، پانل بحث، ویدیو را برای مخاطبان خوب تشخیص داد. در این ویدئو، گروهی متشکل از چهار زن کتک خورده، از جمله زازی، یک جفت مرد را تا یک دریاچه دنبال می‌کنند. در آنجا، دو مرد لباس‌های خود را درمی‌آورند و در آب شنا می‌کنند. زازی در مورد درآوردن لباس یکی از مردان و بوسیدن او خیال پردازی می‌کند. با این حال، وقتی دو مرد یکدیگر را می‌بوسند، خیالات او خراب می‌شود.
در سال ۱۹۹۷، پاسکال اوبیسپو و زازی تک آهنگ "Les meilleurs ennemis" را منتشر کردند.
آلبوم Made in Love او در سال ۱۹۹۸ توسط علی استاتون، پیر ژاکونلی و خودش تولید شد. عکس‌های آلبوم توسط طراح مد ژان باپتیست موندینو گرفته شده‌است. آهنگ‌های «Ça fait mal et ça fait rien", "Tous des anges» و «Tout le monde» به‌صورت تک‌آهنگ منتشر شدند. در سال ۱۹۹۹ او همچنین آهنگی برای جین بیرکین نوشت.
در سال ۲۰۰۱، زازی با اکسل بائر در تک آهنگ "À ma place" همکاری کرد. این موفق‌ترین تک آهنگ او در فرانسه بود که به رتبه چهار در چارت فرانسه رسید.
زازی بار دیگر در تک آهنگ سال ۲۰۰۲ خود "Adam et Yves" از آلبوم La Zizanie خود در سال ۲۰۰۱ به همجنسگرایی پرداخت. این آلبوم صرفاً توسط پیر جاکونلی تهیه شده‌است.
آلبوم او در سال ۲۰۰۴ با همکاری ژان پیر پیلو و فیلیپ پارادی تولید شد. در ویدئوی تک آهنگ "Excuse-moi" زازی نقش یک زن هندی را بازی می‌کند که شوهر خیانتکار خود را ترک می‌کند.
ششمین آلبوم او، توتم، در فوریه ۲۰۰۷ منتشر شد. مانند آلبوم قبلی او، این آلبوم با ژان پیر پیلو و فیلیپ پارادی تولید شد. «تور توتم» در اول جولای آغاز شد.
همچنین در سال ۲۰۰۷، او چندین آهنگ برای آلبوم کریستف ویلم، Inventaire نوشت.
در ژوئن ۲۰۱۰، Zazie یک تک آهنگ جدید "Avant l'amour" (قبل از عشق) را منتشر کرد. Avant l'amour اولین تک آهنگ از آلبوم "Za7ie" بود. در جدول پخش رادیویی SNEP فرانسه به شماره ۵۴ رسید.
"Za7ie" به عنوان یک پروژه مفهومی متشکل از ۴۹ آهنگ ساخته شده که به هفت آلبوم تم از هفت آهنگ تقسیم شده‌است. نسخه کوتاهتر با ۱۴ آهنگ در سپتامبر ۲۰۱۰ منتشر شد و پروژه ۴۹ آهنگ به صورت باکس در نوامبر همان سال منتشر شد.
زازی هشتمین آلبوم خود را با نام "Cyclo" اعلام کرد که قرار است در بهار ۲۰۱۳ منتشر شود. این آلبوم توسط Olivier Coursier از AaRON تهیه و توسط تونی هافر میکس شده‌است.
او در سال ۲۰۱۵ نهمین آلبوم خود را با نام Encore heureux منتشر کرد.
در ۲۴ می ۲۰۱۸، زازی تک آهنگ "سرعت" را منتشر کرد. دهمین آلبوم استودیویی او به نام "Essenciel" در ۷ سپتامبر ۲۰۱۸ منتشر شد. در ۵ اکتبر، SNEP اعلام کرد که این دیسک دارای گواهینامه طلا است. در ۱۵ فوریه 2019 "Essenciel" گواهینامه پلاتین را برای بیش از ۱۰۰۰۰۰ نسخه فروخته شد.

### فعالیتهای دیگر
در سال ۱۹۹۷ موسیقی فیلم Ma vie en rose را ساخت.
زازی اولین بازی خود را در سال ۱۹۹۸ در فیلم دیدیه لو پشور "J'aimerais pas crever un dimanche" (اجازه نده در یکشنبه بمیرم) تجربه کرد.
در سال ۲۰۰۷، زازی هفت قطعه از پانزده قطعه اولین آلبوم کریستف ویلم، Inventaire را نوشت و با هم آهنگسازی کردند.
زازی در سال ۲۰۱۵ مربیگری در مسابقه نسخه فرانسوی The Voice را آغاز کرد و یک نفر از تیم او به نام لیلیان رنو در فصل چهارم برنده شد. او دوباره در سال‌های ۲۰۱۶، ۲۰۱۷ و ۲۰۲۱ برای فرمت All Stars مربیگری کرد.

## بشردوستی
زازی از سال ۱۹۹۷ عضو گروه خیریه Les Enfoirés بوده‌است.

## جوایز و نامزدها
| جایزه                   | سال  | نامزدی(ها)                    | بخش                   | نتایج    | Ref.   |
| ----------------------- | ---- | ----------------------------- | --------------------- | -------- | ------ |
| Victoires de la Musique | 1993 | خودش                          | زن نوظهور سال         | برنده    | [ ۶ ]  |
| Victoires de la Musique | 1996 | خودش                          | هنرمند زن سال         | نامزدشده | [ ۷ ]  |
| Victoires de la Musique | 1996 | "Larsen"                      | موزیک ویدیوی سال      | برنده    | [ ۷ ]  |
| Victoires de la Musique | 1997 | "Un point c'est toi"          | موزیک ویدیوی سال      | نامزدشده | [ ۸ ]  |
| Victoires de la Musique | 1997 | خودش                          | هنرمند زن سال         | نامزدشده | [ ۸ ]  |
| Victoires de la Musique | 1998 | خودش                          | هنرمند زن سال         | برنده    | [ ۹ ]  |
| Victoires de la Musique | 1998 | "Les meilleurs ennemis"       | موزیک ویدیوی سال      | نامزدشده |        |
| Victoires de la Musique | 1999 | "Ça fait mal et ça fait rien" | موزیک ویدیوی سال      | نامزدشده | [ ۱۰ ] |
| Victoires de la Musique | 1999 | Made in Love                  | آلبوم پاپ راک سال     | نامزدشده | [ ۱۰ ] |
| Victoires de la Musique | ۲۰۰۲ | خودش                          | بهترین گروه زنانه سال | برنده    | [ ۱۱ ] |
| Victoires de la Musique | ۲۰۰۲ | La Zizanie                    | آهنگ/آلبوم متنوع سال  | نامزدشده | [ ۱۱ ] |
| Victoires de la Musique | ۲۰۰۲ | "À ma place"                  | آهنگ اورجینال سال     | نامزدشده | [ ۱۱ ] |
| Victoires de la Musique | 2006 | خودش                          | بهترین گروه زنانه سال | نامزدشده | [ ۱۲ ] |
| Victoires de la Musique | 2006 | Rodeo Tour                    | نمایش زنده/کنسرت سال  | برنده    | [ ۱۲ ] |
| Victoires de la Musique | 2007 | Rodéo Tour                    | دی وی دی سال          | نامزدشده | [ ۱۲ ] |
| Victoires de la Musique | 2008 | خودش                          | بهترین گروه زنانه سال | نامزدشده | [ ۱۳ ] |
| Victoires de la Musique | 2008 | Totem                         | آهنگ/آلبوم متنوع سال  | نامزدشده | [ ۱۳ ] |
| Victoires de la Musique | 2008 | "Je suis un homme"            | آهنگ اورجینال سال     | نامزدشده | [ ۱۳ ] |
| Victoires de la Musique | 2008 | "Je suis un homme"            | موزیک ویدیوی سال      | نامزدشده | [ ۱۳ ] |
| Victoires de la Musique | 2008 | Totem Tour                    | نمایش زنده/کنسرت سال  | نامزدشده | [ ۱۳ ] |
| Victoires de la Musique | 2009 | "J'étais là"                  | موزیک ویدیوی سال      | نامزدشده | [ ۱۲ ] |

## ترانه‌شناسی

### آلبوم‌های استودیویی
| سال  | آلبوم            | FR  | BE (Fl) | BE | SWI | فروش                    |
| ---- | ---------------- | --- | ------- | -- | --- | ----------------------- |
| ۱۹۹۲ | ج، تو، ایلز      | ۱۷۳ | –       | –  | –   |                         |
| ۱۹۹۵ | ذن               | ۸   | –       | ۱۵ | –   | فرانسه: طلا (300000+)   |
| ۱۹۹۸ | ساخته شده در عشق | ۳   | –       | ۱۷ | –   | فرانسه: طلا (345000)    |
| ۲۰۰۱ | لازیزانی         | ۱   | –       | ۱  | ۲۸  | فرانسه: پلاتین (447600) |
| ۲۰۰۴ | نمایش سوارکاری   | ۲   | –       | ۲  | ۴۵  | فرانسه: پلاتین (315600) |
| ۲۰۰۷ | توتم             | ۱   | –       | ۱  | ۱۰  | فرانسه: پلاتین (400000) |
| ۲۰۱۰ | Za7ie            | ۱   | –       | ۱  | ۲۸  | فرانسه: پلاتین (120000) |
| ۲۰۱۳ | چرخه             | ۳   | ۷۰      | ۳  | ۲۲  | فرانسه: طلا (60000)     |
| ۲۰۱۵ | Encore Heureux   | ۴   | ۱۹۶     | ۲  | ۱۲  | فرانسه: طلا (55000)     |
| ۲۰۱۸ | اسانسیل          | ۲   | ۱۷۶     | ۲  | ۸   | فرانسه: پلاتین (100000) |

### آلبوم‌های تألیفی
| سال  | آلبوم                       | FR  | BE | SWI | فروش            |
| ---- | --------------------------- | --- | -- | --- | --------------- |
| ۲۰۰۸ | مزه از                      | 1 1 | ۱  | ۳۹  | فرانسه: 152650+ |
| ۲۰۱۵ | Les 50 plus Belles chansons | ۱۸  | –  | –   |                 |
| ۲۰۱۶ | L'intégraRe                 | ۱۳۹ | –  | –   |                 |

### تک آهنگ‌ها
| سال  | عنوان                                        | FR | BE Top | BE Tip | آلبوم                                |
| ---- | -------------------------------------------- | -- | ------ | ------ | ------------------------------------ |
| ۱۹۹۲ | "Sucré, salé"                                | ۴۶ | -      | -      | Je, Tu, Ils                          |
| ۱۹۹۲ | "Je, tu, ils"A                               | -  | -      | -      | Je, Tu, Ils                          |
| ۱۹۹۲ | "Un petit peu amoureux"A                     | -  | -      | -      | Je, Tu, Ils                          |
| ۱۹۹۵ | "Larsen"                                     | ۳۸ | -      | -      | Zen                                  |
| ۱۹۹۵ | "Zen"                                        | ۲۳ | -      | -      | Zen                                  |
| ۱۹۹۶ | "Un point c'est toi"                         | ۲۴ | -      | -      | Zen                                  |
| ۱۹۹۶ | "Homme sweet homme"                          | -  | -      | -      | Zen                                  |
| ۱۹۹۷ | "Les meilleurs ennemis" (with Pascal Obispo) | ۳۹ | ۲۰     | -      | Superflu (Obispo album)              |
| ۱۹۹۸ | "Tous des anges"                             | ۸۷ | -      | -      | Made in Love                         |
| ۱۹۹۸ | "Ça fait mal et ca fait rien"                | ۷۵ | -      | -      | Made in Love                         |
| ۱۹۹۸ | "Tout le monde"                              | ۲۳ | ۳۴     | -      | Made in Love                         |
| ۱۹۹۸ | "Made in Love"A                              | -  | -      | -      | Made in Love                         |
| ۱۹۹۸ | "Chanson d'ami"A                             | -  | -      | -      | Made in Love                         |
| ۱۹۹۹ | "Cyber"A                                     | -  | -      | -      | Made in Live                         |
| ۲۰۰۱ | "À ma place" (with Axel Bauer)               | ۴  | ۱      | -      | Personne n'est parfait (Bauer album) |
| ۲۰۰۱ | "Rue de la paix"                             | ۱۱ | ۱۱     | -      | La Zizanie                           |
| ۲۰۰۲ | "Adam et Yves"                               | ۲۲ | -      | ۲      | La Zizanie                           |
| ۲۰۰۲ | "Sur toi"A                                   | -  | -      | -      | La Zizanie                           |
| ۲۰۰۳ | "Danse avec les loops"                       | ۵۳ | -      | ۷      | La Zizanie                           |
| ۲۰۰۴ | "Rodéo"A                                     | -  | -      | -      | Rodéo                                |
| ۲۰۰۴ | "Toc, Toc, Toc"A                             | -  | -      | -      | Rodéo                                |
| ۲۰۰۴ | "Excuse-moi"A                                | -  | -      | -      | Rodéo                                |
| ۲۰۰۴ | "Oui"A                                       | -  | -      | -      | Rodéo                                |
| ۲۰۰۷ | "Des rails"                                  | -  | ۲۵     | -      | Totem                                |
| ۲۰۰۷ | "Je suis un homme"                           | ۷  | ۷      | -      | Totem                                |
| ۲۰۰۷ | "J'étais là"A                                | -  | -      | ۲۳     | Totem                                |
| ۲۰۰۸ | "Flower power"                               | -  | -      | -      | Totem                                |
| ۲۰۰۸ | "FM Air"                                     | ۸  | ۱۹     | -      | Zest of Zazie                        |
| ۲۰۱۰ | "Avant l'amour"                              | -  | ۸      | -      | Za7ie                                |
| ۲۰۱۰ | "Etre et avoir"                              | -  | -      | -      | Za7ie                                |
| ۲۰۱۱ | "Chanson d'amour"                            | -  | -      | -      | Za7ie                                |
| ۲۰۱۱ | "Me taire te plaire" (with Mademoiselle K)   | -  | -      | -      | Jouer dehors                         |
| ۲۰۱۳ | "Les contraires"                             | ۳۴ | -      | -      | Cyclo                                |
| ۲۰۱۳ | "20 ans"                                     | -  | -      | ۴۸     | Cyclo                                |
| ۲۰۱۳ | "Temps plus vieux"                           | -  | -      | -      | Cyclo                                |
| ۲۰۱۵ | "Discold"                                    | ۴۲ | ۳۰     | -      | Encore Heureux                       |
| ۲۰۱۵ | "Pise"                                       | ۸۷ | -      | -      | Encore Heureux                       |
| ۲۰۱۶ | "Faut pas s'y fier"                          | -  | -      | -      | Encore Heureux                       |
| ۲۰۱۸ | "Speed"                                      | ۲  | -      | -      | Essenciel                            |
| ۲۰۱۸ | "L'Essenciel"                                | -  | -      | -      | Essenciel                            |
| ۲۰۱۹ | "Nos âmes sont"                              | -  | -      | -      | Essenciel                            |
| ۲۰۲۲ | "Let it shine"                               | -  | -      | -      | TBA                                  |

## زندگی شخصی
زازی و شریک سابقش فابین کاهن یک دختر به نام لولا دارند که در ۱۶ اوت ۲۰۰۲ به دنیا آمد.